# Bakurianis Andeziti
Bakurianis Andeziti (georgiska: ბაკურიანის ანდეზიტი) är en daba (stadsliknande ort) i Georgien. Den ligger i den centrala delen av landet, 110 km väster om huvudstaden Tbilisi. Antalet invånare var 352 år 2014.